# Cristino Seriche Bioko
Cristino Seriche Bioko (Bata, 1940 – Malabo, 11 giugno 2024) è stato un politico equatoguineano.

## Biografia
Appartenente all'etnia bubi, Cristino Seriche Bioko nacque a Bata nel 1940. Come anche il presidente Teodoro Obiang Nguema Mbasogo, frequentò dal 1964 l'Accademia militare di Saragozza.
Durante la dittatura di Francisco Macías Nguema, servì inizialmente come governatore dell'isola di Bioko.
Nel 1979 partecipò assieme ad Obiang e ad altri militari al colpo di Stato che rovesciò il regime del dittatore Francisco Macías Nguema, regime durante il quale nel 1975 Seriche Bioko venne anche arrestato
Il 15 agosto 1982, dopo l'entrata in vigore di una nuova Costituzione, Seriche Bioko assunse la carica di primo ministro della Guinea Equatoriale. Precedentemente fu ministro dei lavori pubblici, dell'urbanistica e dei trasporti. Nel 1987, dopo la creazione del Partito Democratico della Guinea Equatoriale da parte del presidente Obiang, Seriche Bioko si unì a questo come la maggior parte dei politici del paese.
Nello stesso periodo fu anche membro della Camera dei deputati. Ricoprì la carica di primo ministro fino al 4 marzo 1992.
Nel 2001 si trasferì in Spagna. Fondò alla fine del 2004 il partito di opposizione "Vanguardia por la Defensa de los Derechos de los Ciudadanos".
Cristino Seriche Bioko morì l'11 giugno 2024.